# (147735) 2005 NE
2005 أن إي (ويعرف أيضًا باسم (147735) 2005 أن إي وفق تسمية الكوكب الصغير) (بالإنجليزية: 2005 NE)‏ هو كويكب ضمن حزام الكويكبات؛ وترتيبه 147735 من حيث الاكتشاف.
اكتُشف هذا الجُرم الفلكي بواسطة جيمس ويتني يونغ في 2 يوليو 2005.

## وصلات خارجية
- (147735) 2005 NE في قاعدة بيانات مختبر الدفع النفاث لأجرام النظام الشمسي الصغيرة

- الاكتشاف · مخطط المدار ·  العناصر المدارية · المعلمات المادية

- (147735) 2005 NE على موقع ويكي سكاي: DSS2, SDSS, GALEX, IRAS, Hydrogen α, X-Ray, Astrophoto, Sky Map, Articles and images